# مجلس نمایندگان هلند
مجلس نمایندگان پارلمان هلند (به هلندی: Tweede Kamer der Staten-Generaal، مجلس دوم) ، مجلس سفلای پارلمان دو مجلسی هلند است. این مجلس حکم مجلس نمایندگان را در پارلمان هلند دارد. شمار نمایندگان آن ۱۵۰ نفر می‌باشد که هر چهار سال یکبار با رأی مستقیم شهروندان هلندی انتخاب می‌گردند. مقر مجلس نمایندگان در شهر لاهه است.
مجلس نمایندگان وظیفه‌ای فراگیرتر نسبت به سنای هلند دارد. سنا (مجلس علیا) نمی‌تواند لایحه‌ها را تغییر داده و آن‌ها را اصلاح می‌کند و این وظیفه بر عهدهٔ مجلس نمایندگان می‌باشد.